# Messenkamp
Messenkamp település Németországban, azon belül Alsó-Szászország tartományban. Lakosainak száma 722 fő (2023. december 31.).

## Népesség
A település népességének változása:
| Lakosok száma | 744  | 756  | 764  | 761  | 727  | 731  | 722  |
|               | 2015 | 2016 | 2017 | 2019 | 2021 | 2022 | 2023 |